# Eleições regionais em Basilicata em 1970
As eleições regionais de Basilicata de 1970 aconteceram em 7 de junho de 1970. A Democracia Cristã foi de longe o partido mais votado, conquistando quase o dobro dos votos do segundo partido, o Partido Comunista Italiano. Nestas eleições, o democrata-cristão Vincenzo Verrastro foi eleito presidente da região.

## Resultados
| Partidos                                        | Número de votos | Porcentual de votos | Cadeiras conquistadas |
| ----------------------------------------------- | --------------- | ------------------- | --------------------- |
| Democracia Cristã                               | 131 602         | 42,35%              | 14                    |
| Partido Comunista Italiano                      | 74 688          | 24,04%              | 7                     |
| Partido Socialista Italiano                     | 39 464          | 12,7%               | 4                     |
| Partido Socialista Democrático Italiano         | 27 301          | 8,79%               | 2                     |
| Movimento Social Italiano-Direita Nacional      | 14 984          | 4,82%               | 1                     |
| Partido Liberal Italiano                        | 9623            | 3,1%                | 1                     |
| Partido Socialista Italiano da União Proletária | 7653            | 2,46%               | 1                     |
| Partido Republicano Italiano                    | 5407            | 1,74%               | 0                     |
| Total                                           | 310 722         | 100%                | 30                    |

Na época, o eleitorado era composto por 386.273 votantes. Destes, 330 267 (85,5%) compareceram às urnas. Houve 8765 votos brancos e 10 780 votos inválidos (não incluindo brancos).